# Landtagswahl im Saarland 1970
- SPD: 23
- CDU: 27

Die Wahlen zum 6. Saarländischen Landtag fanden am 14. Juni 1970 zeitgleich mit den Landtagswahlen in Nordrhein-Westfalen und Niedersachsen statt.
In allen drei Ländern erzielte die CDU deutliche Stimmengewinne, während die auf Bundesebene seit 1969 mit der SPD koalierende FDP im Saarland und in Niedersachsen unter die Fünfprozenthürde fiel. Die Saarländische Volkspartei verlor den Großteil ihrer Wähler und kam nur noch auf 0,9 % der Stimmen. Im Saarland waren damit erstmals nur zwei Parteien im Landtag vertreten, was der CDU ebenfalls zum ersten Mal die Bildung einer Alleinregierung ermöglichte.
Ministerpräsident Franz-Josef Röder wurde daher wiedergewählt, die SPD verblieb in der Opposition.

## Ausgangslage
Bei der Landtagswahl 1965 hatten sowohl CDU als auch SPD starke Gewinne erzielt, während die FDP/DPS deutlich verloren hatte. Röder setzte die Koalition mit der FDP/DPS fort (Kabinett Röder III).

## Ergebnis
Die Wahlbeteiligung lag bei 83,1 %.
| Partei  | Stimmen | Prozent | Sitze |
| ------- | ------- | ------- | ----- |
| CDU     | 308.107 | 47,8 %  | 27    |
| SPD     | 262.492 | 40,8 %  | 23    |
| FDP/DPS | 28.167  | 4,4 %   | −     |
| NPD     | 22.020  | 3,4 %   | —     |
| DKP     | 17.344  | 2,7 %   | −     |
| SVP/CVP | 5.773   | 0,9 %   | −     |